# Шостка Павло Валентинович
Павло Валентинович Шостка (нар. 24 червня 2002, с. Кобижча, Бобровицький район, Чернігівська область, Україна) — український футболіст, захисник.

## Життєпис
Народився в селі Кобижча Бобровицького району. Футболом розпочав займатися у 8-річному віці в ДЮСШ (Бобровиці). З 2015 року переїхав до інтернату, щоб отримати можливість виступати за СДЮШОР «Десна». З вересня 2016 року — у структурі «Десни». де виступав за юнацьку та молодіжну команду клубу. За першу команду чернігівців так і не зіграв жодного матчу. У дорослому футболі дебютував у середині серпня 2020 року в команді «Кристал» (Носівка), який виступав у чемпіонаті Чернігівської області.
На початку жовтня 2021 року перейшов до «Дніпра». У футболці черкаського клубу дебютував 18 жовтня 2021 року в переможному (3:0) виїзному поєдинку 14-го туру групи А Другої ліги України проти київського «Рубікона». Павло вийшов на поле в стартовому складі та відіграв увесь матч, а на 84-й хвилині відзначився першим голом у професіональному футболі. У жовтні-листопаді 2021 року зіграв 5 матчів (1 гол) у Другій лізі України. З січня 2022 року перебуває без клубу.